# Marcel Bazin
Pour les articles homonymes, voir Bazin.
Marcel Bazin est un entraîneur français de boxe anglaise né le 12 décembre 1924 à Paris 15e et mort le 21 décembre 2010 à Paris 14e.

## Biographie

### Famille
Marcel Roger Félix Bazin, naît le 12 décembre 1924 au 30 de la rue Lecourbe à Paris, du mariage de Félix Bazin (1893-1968), employé de La Samaritaine et d'Henriette Gschwind (1892-1966), couturière. Il est l'aîné d'une fratrie de deux enfants et a une sœur cadette, Christiane (1929-1980), qui se destine au métier d'institutrice. Il est le père de quatre filles, Nicole (1944-), née d'une première union et Jocelyne (1954-), Sylviane (1956-), ainsi que Monique (1959-), nées d'un second mariage avec Viviane Godet (1931-1999).

### Carrière dans la boxe
Marcel Bazin fonde en 1943 avec Pierre Dupain, sous la houlette d'Eugène Rossi, l'Avia Club Boxe d'Issy-les-Moulineaux, regroupement des trois clubs de boxe isséens existants. Le club prend ses quartiers dans les sous-sols du collège Victor Hugo jusqu'en 2001 puis déménage dans une salle plus moderne et plus spacieuse au complexe multi-sports de l'Agora d'Issy-les-Moulineaux sous la dénomination de Salle Jean-Paul Belmondo,.
l’Avia club Boxe d’Issy-les-Moulineaux possède grâce à Marcel Bazin un palmarès unique de quinze champions de France, six champions d’Europe, un champion intercontinental et un champion du monde en boxe professionnelle.

« Peu d’entraîneurs peuvent se prévaloir d’avoir pesé aussi longtemps sur la vie d’un club. S’occuper des autres était une vocation et toute sa vie n’a été qu’une page dirigée vers ses contemporains quelles que soient leur origine, leur religion, leur condition. Pour lui, seul l’homme comptait et il cherchait à en tirer ce qu’il avait de meilleur. Il faut avoir vu le respect qu’il inspirait auprès des boxeurs pour comprendre la part prépondérante qu’il prit en qualité d’éducateur. »

— Michel Correard (1944-2021), Président de l’Avia Club Boxe, Hommage à Marcel Bazin. Janvier 2011.

### Mort
Marcel Bazin meurt au petit matin du 21 décembre 2010 à l'hôpital Saint-Joseph. Ses obsèques sont célébrées le 29 décembre 2010 en l'église Sainte-Rita de Paris, puis il est inhumé dans le caveau où repose son épouse Viviane au cimetière parisien de Bagneux, division 70.

## Entraîneur
Liste non exhaustive de boxeurs formés par Marcel Bazin.
- André Mennegault, 1946
- Lucien Touzard, 1948
- Francis Bonnardel, 1952
- Jacques Hairabedian, 1953
- Christian Lunaud, 1953
- Wladislas Kopec, 1956
- Max Brianto, 1959
- Maurice Auzel, 1965
- Gilbert Cohen, 1966
- Jean-Pierre Schmitt, 1967
- Sylvain Watbled, 1973
- Fabrice Tiozzo, 1985
- Christophe Tiozzo, 1990
- Stéphane Haccoun, 1993
- Bruno Wartelle[6], 1996 à 2001

## Divers
- Engagé volontaire en septembre 1944 dans la 1re armée française, il participe à la bataille des Vosges ainsi qu'à la conquête de l'Allemagne nazie jusqu'à la capitulation de celle-ci le 8 mai 1945.
- Pendant plusieurs années, Marcel Bazin entraîne le jeune boxeur Jean-Paul Belmondo[6] avant que celui-ci ne fasse carrière dans le cinéma.
- Au tout début de l'année 1962, son épouse et ses trois filles échappent miraculeusement à un attentat à la bombe perpétré par l'OAS à leur domicile parisien. Les auteurs de l'attentat, déposant leur bombe au dernier étage et une des deux charges de la bombe n'ayant pas explosé, visaient en réalité l'appartement d'Albert Roux, porteur de valises du FLN, puis pied-rouge et conseiller du gouvernement d'Ahmed Ben Bella.

## Décoration
Médaille de la jeunesse, des sports et de l'engagement associatif, or par André Santini en janvier 1999, trois jours après le décès de son épouse Viviane.